# Anna Trevisi
Anna Trevisi, née le 8 mai 1992 à Brugneto, est une coureuse cycliste italienne.

## Biographie
Elle commence le cyclisme en catégorie juniors en 2009 avec le club Avantec-Artuso-Tre Colli di Breganze. L'année suivante, elle rejoint le club de la Pedale Reggio. En juillet 2010, elle devient championne d'Europe sur route juniors à Ankara. Elle court l'année d'après pour l'équipe Cristoforetti-Cordioli.
Elle devient professionnelle en 2012 au sein de l'équipe Vaiano-Tepso. En 2016, elle devient membre de l'équipe Alé Cipollini, où elle reste jusqu'en 2023. Dans son équipe, elle effectue principalement des tâches d'équipières. Au fur et à mesure que son expérience grandit, elle assume de plus en plus le rôle de capitaine de route et de mentor pour les jeunes coureuses. Malgré les nombreux succès de son équipe, elle-même est restée sans victoire.
Pour la saison 2024, elle rejoint l'équipe Liv-AlUla-Jayco pour y assumer également le rôle de capitaine de route.

## Palmarès sur route

### Par années
- 2010
  -  Championne d'Europe sur route juniors
- 2014
  - 8e du Tour de l'île de Chongming (Cdm)
- 2015
  - 10e du Tour de Bochum (Cdm)
- 2016
  - 3e du Grand Prix de San Luis

### Classements mondiaux
| Année                                 | 2013 | 2014 | 2015 | 2016 | 2017 | 2018 | 2019 | 2020 | 2021 | 2022 | 2023 |
| ------------------------------------- | ---- | ---- | ---- | ---- | ---- | ---- | ---- | ---- | ---- | ---- | ---- |
| Classement UCI                        | 396e | 141e | 153e | 157e | 224e | 491e | 152e | 514e | 298e | 285e | 504e |
| UCI World Tour                        |      |      |      | 105e | 130e | 156e | 157e | 177e | nc   | nc   | 244e |
|                                       |      |      |      |      |      |      |      |      |      |      |      |
| Légende : nc = non classéSource : UCI |      |      |      |      |      |      |      |      |      |      |      |